# Galileo Joint Undertaking
Pour les articles homonymes, voir GJU.
Galileo Joint Undertaking (GJU) est le nom de l'entreprise commune initialement responsable du système de positionnement par satellites Galileo.
Elle fut créée en juillet 2003, par l'Agence spatiale européenne (ESA) et la Commission européenne pour une durée de quatre ans. Son siège était à Bruxelles, en Belgique. Elle a cessé d'exister le 31 décembre 2006.

## Rôle
En relation avec l'ESA et les différentes instances nationales et européennes, GJU se charge du développement et du déploiement de Galileo.
Son rôle est également d'amener les financements privés et publics (la Banque européenne d'investissement et éventuellement des pays étrangers à l'Union européenne) nécessaires au déploiement du programme et de négocier les concessions pour l'utilisation du système. GJU est donc ainsi le seul interlocuteur pour le secteur privé et public pour le système Galileo.

## Composition
GJU est composé :
- d'un conseil administratif ;
- d'un directeur ;
- d'un comité exécutif.